# نسیم وصل
نسیم وصل از آلبوم‌های موسیقی به خوانندگی همایون شجریان و آهنگسازی محمدجواد ضرابیان؛ هنرمندان ایرانی است که در سبک سنتی و شامل ۸ قطعه تهیه شده است. این آلبوم در ۳۱ اردیبهشت ۱۳۸۲ توسط مؤسسه دل‌آواز منتشر شد.ترانه‌هایی این آلبوم از اشعار سیمین بهبهانی، سعدی، مولوی، رهی معیری و فریدون مشیری انتخاب شده است.

## دربارهٔ آلبوم
آلبوم شامل ۸ قطعه است و با قطعه «هوای گریه» با مطلع «نه بسته‌ام به کس دل، نه بسته کس به من دل» شعری از سیمین بهبهانی آغاز می‌شود. در سال ۱۳۸۴ در گروه سنتی آلبوم نسیم وصل در صدر فروش‌ها قرار گرفت. قطعات «هوای گریه» و «حاصل عمر» از قطعات محبوب این آلبوم بودند. بخش اول این آلبوم در دستگاه همایون و بیات اصفهان بود. تصویر روی جلد آلبوم و طراحی آن توسط مژگان شجریان انجام شده است.

## کنسرت نسیم وصل
این اجرا چهارم خرداد ۱۳۹۹ در تالار وحدت به رهبری بردیا کیارس و با حضور ۳۵ نوازنده روی صحنه رفت و به صورت آنلاین پخش شد. این برنامه منتخبی از آلبوم‌های «نسیم وصل» و «با ستاره‌ها» شامل قطعاتی چون «هوای گریه»، «خانه سودا»، «افسونگر»، «غریبانه»، «ای عاشقان»، «حاصل عمر»، «دفتر دل»، «نسیم وصل» و «مرغ سحر» به آهنگسازی و تنظیم محمد جواد ضرابیان و سینا جهان‌آبادی بود. برنامهٔ اصلی حدود یک ساعت و ۱۲ دقیقه بود که از طریق سایت لنز پخش شد.
پیش از این و در شهریور و اسفند ۱۳۹۲ همایون شجریان با همراهی «ارکستر مجلسی تهران» و به رهبری بردیا کیارس این قطعات را در برج میلاد به روی صحنه برد. آلبوم «با ستاره‌ها» مهر ماه ۱۳۸۵ منتشر شد که در سبک سنتی تهیه شده و دارای ۸ تصنیف است.

## قطعات آلبوم
در قطعه «ساز و آواز همایون» شهرام میرجلالی همنواز آواز است. ضبط تصنیف‌ها در «استودیو پژواک» انجام شده است. ضبط قطعه «ساز و آواز همایون» توسط ریموند موسسیان و تدوین و میکس آلبوم توسط ریموند موسسیان و همایون شجریان صورت گرفته است. همچنین در این آلبوم سینا جهان‌آبادی ناظر ضبط بوده است.
| شماره | نام                            | سراینده       | آهنگساز                      | مدت   |
| ----- | ------------------------------ | ------------- | ---------------------------- | ----- |
| ۱.    | «هوای گریه» (تصنیف)            | سیمین بهبهانی | محمدجواد ضرابیان             | ۰۷:۱۳ |
| ۲.    | «ساز و آواز همایون» (نسیم سحر) | سعدی          | شهرام میرجلالی (همنواز آواز) | ۱۶:۲۰ |
| ۳.    | «خانه سودا» (تصنیف)            | مولوی         | محمدجواد ضرابیان             | ۰۶:۳۳ |
| ۴.    | «عشق از کجا» (تصنیف)           | مولوی         | محمدجواد ضرابیان             | ۰۶:۲۹ |
| ۵.    | «حاصل عمر» (تصنیف)             | رهی معیری     | سینا جهان‌آبادی               | ۰۵:۳۱ |
| ۶.    | «دفتر دل» (تصنیف)              | فریدون مشیری  | محمدجواد ضرابیان             | ۰۵:۱۳ |
| ۷.    | «سکوت» (تصنیف)                 | فریدون مشیری  | سینا جهان‌آبادی               | ۰۵:۵۲ |
| ۸.    | «نسیم وصل» (تصنیف)             | رهی معیری     | محمدجواد ضرابیان             | ۰۶:۳۴ |

## نوازندگان
| ساز         | نوازنده                                                             |
| ----------- | ------------------------------------------------------------------- |
| ویولن       | ارسلان کامکار، رسول بهبهانی، سینا جهان‌آبادی، علی رحیمیان، هادی آزرم |
| فلوت        | ناصر رحیمی                                                          |
| نی          | بهروز الوندی پور                                                    |
| قانون       | پریچهر خواجه                                                        |
| دف          | تهمورث پور ناظری ، بیژن کامکار                                      |
| آلتو        | ارسلان کامکار، رسول بهبهانی، سینا جهان‌آبادی                         |
| کلارینت     | سعید اتوت                                                           |
| تار         | شهریار فریوسفی، سیامک نعمت ناصر                                     |
| سه تار      | سیامک نعمت ناصر                                                     |
| کمانچه      | سینا جهان‌آبادی                                                      |
| کنترباس     | شاهین یوسف زمانی، علیرضا خورشیدفر                                   |
| تمبک        | کامبیز گنجه‌ای                                                       |
| ویولنسل     | کریم قربانی                                                         |
| دایره و دهل | همایون شجریان                                                       |